# Barleria wilmsiana
Barleria wilmsiana är en akantusväxtart som beskrevs av Gustav Lindau. Barleria wilmsiana ingår i släktet Barleria och familjen akantusväxter. Inga underarter finns listade i Catalogue of Life.